# السل في الصين

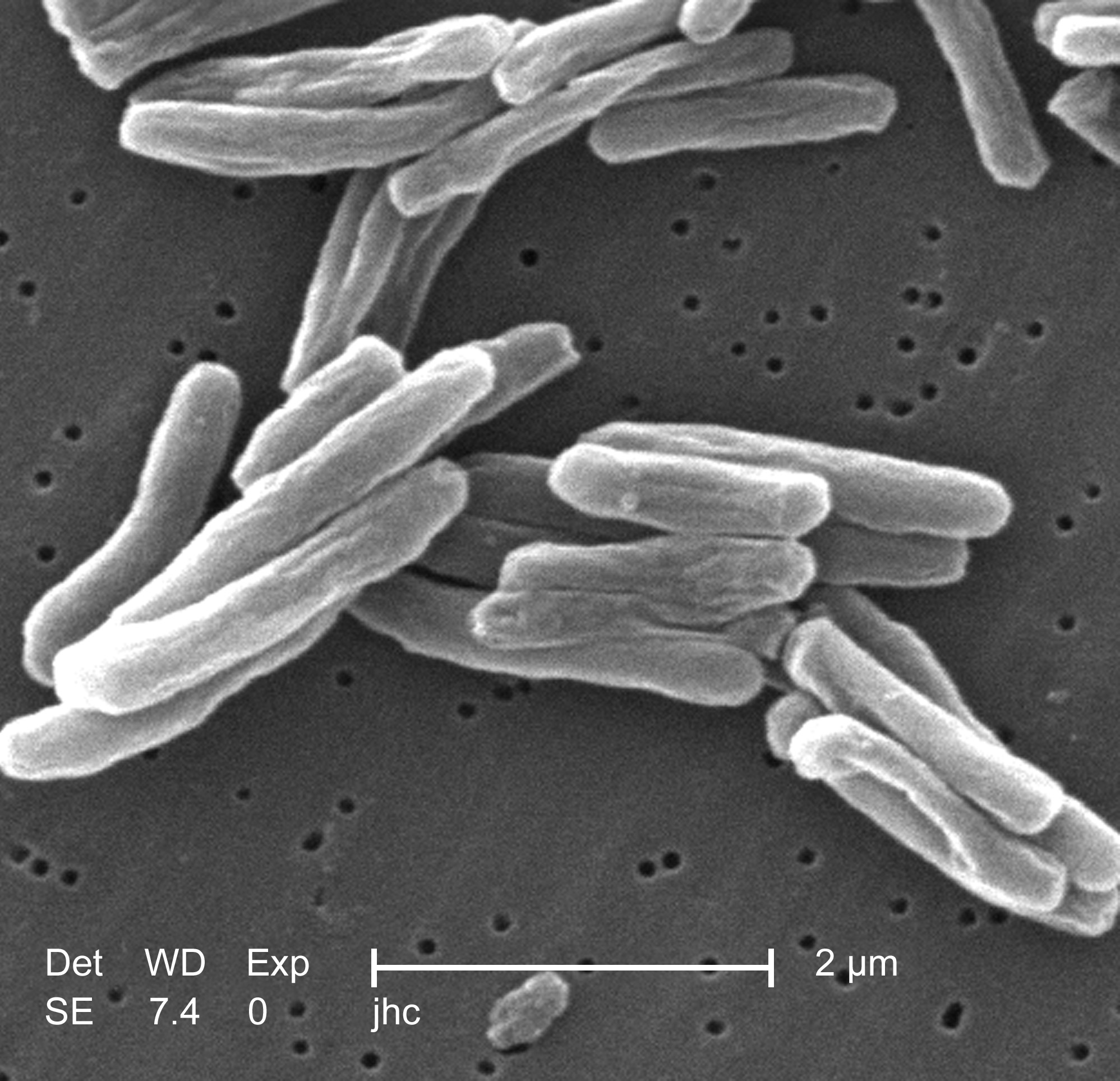
صورةٌ بالمجهر الإلكتروني الماسح للمتفطرة السّلية

يُعتبر السل مشكلة صحية عامة وخطيرة في الصين. فالصين هي ثالث أكبر دولة بالنسبة لعدد حالات مرض السل في العالم (بعد الهند وإندونيسيا)، والتقدم في مكافحة السل كان بطيئًا خلال التسعينيات. كان الكشف عن مرض السل ثابتًا عند حوالي 30% من الإجمالي التقديري للحالات الجديدة، وكان السل المقاوم للأدوية مشكلة رئيسية. يمكن ربط هذه العلامات التي تدل على عدم كفاية السيطرة على مرض السل بوجود خلل في النظام الصحي. أدى انتشار مرض الالتهاب الرئوي الحاد (سارس) في عام 2003 إلى إلقاء الضوء على نقاط ضعف كبيرة في نظام الصحة العامة في البلاد. بعد أن أدركت الحكومة تأثير تفشي مرض السارس على البلاد، حسنت إدارتها لقسم الصحة. بعد السيطرة على وباء السارس، زادت الحكومة التزامها وإدارتها لمعالجة مشاكل الصحة العامة، ومن بين الجهود الأخرى، زيادة تمويل قطاع الصحة العامة، وتنقيح القوانين التي تتعلق بالسيطرة على الأمراض المعدية، وإنشاء أكبر نظام إبلاغي على الإنترنت في العالم لتحسين الشفافية والوصول والسرعة، وبدء برنامج لإعادة بناء مرافق الصحة العامة المحلية والبنية التحتية الوطنية.
وساهمت هذه الإجراءات في تسريع جهود مكافحة السل. بحلول عام 2005، زاد تشخيص حالات السل إلى 80% من إجمالي الحالات الجديدة المقدرة، مما سمح للصين بتحقيق أهداف مكافحة السل العالمية لعام 2005. وفي الوقت نفسه، ساهمت أيضًا جهود خاصة أجرتها الصين لتحسين مكافحة السل في تعزيز نظام الصحة العامة، إذ عمل تعزيز برنامج مكافحة الأمراض ونظام الصحة العامة معًا على تحقيق النتيجة الصحية المرغوبة.
في 23 فبراير 2007، أجرت الحكومة الصينية مراجعة لحالة مرض السل في الصين، والتي بحثت في التقدم في مكافحة السل قبل وباء السارس، وحددت الإجراءات المتخذة لتحسين نظام الصحة العامة بعد هذا الوباء، ووصفت كيفية مساهمة هذه التدابير في تسريع جهود مكافحة السل، وناقشت التحديات التي يجب على الصين مواجهتها لخفض عدد حالات الإصابة بالسل والوفيات إلى النصف كجزء من الأهداف الإنمائية للألفية.

## وبائيًا
كان السل في الصين السبب الأول للوفاة من الأمراض المعدية لدى البالغين. في عام 1990، توفي 360 ألف شخص في الصين من مرض السل.
يعتبر السل أحد مشاكل الصحة العامة الرئيسية في الصين. وفقًا لتقديرات منظمة الصحة العالمية لعام 2015، الصين هي ثالث أكبر دولة بالنسبة لعدد حالات السل في العالم، بعد الهند وإندونيسيا فقط، وتشكلان حوالي 10% من الإجمالي العالمي. مرض السل في المرتبة الأولى من بين 37 من الأمراض المعدية المبلغ عنها والوفيات الناتجة عنها. على الرغم من خطورة هذا المرض، كان تقدم الصين في مكافحة السل بطيئًا خلال التسعينيات والجزء الأول من الألفية الجديدة. النسبة المقدرة للحالات الجديدة من السل إيجابي عينات القشع التي شخصها وعالجها برنامج الصحة العامة وصل حتى 30% فقط، أي أقل بكثير من الهدف الذي حددته منظمة الصحة العالمية والذي كان 70% (وهو مؤشر رئيسي يدل على ضعف جهود مكافحة السل المبذولة).
في عام 2003، تفشى وباء المتلازمة التنفسية الحادة الوخيمة (سارس) في الصين (انظر تفشي السارس 2002-2004). أدى انتشار السارس إلى تسليط الضوء على نقاط ضعف كبيرة في نظام الصحة العامة في البلاد. بعد السيطرة على وباء السارس، نفذت الحكومة الصينية سلسلة من الإجراءات لتعزيز نظام الصحة العامة لديها. وتزامن هذا الجهد مع تسريع جهود مكافحة السل. في غضون 3 سنوات، زاد تنفيذ إستراتيجية العلاج مباشر الملاحظة قصير الأمد للسل من 68% إلى 100% من المقاطعات وازداد اكتشاف حالات السل إيجابي عينة القشع من قبل نظام الصحة العامة لأكثر من الضعف. من 30% من الحالات الجديدة إلى 80%. إضافة إلى معدل نجاح علاج مرض السل لأكثر من 90%، وحققت الصين الأهداف العالمية لعام 2005 لمكافحة السل.

### التركيز على الفئات الضعيفة
إحدى المجموعات التي تحتاج إلى اهتمام خاص هي العمال المهاجرين، ومعظمهم من الرجال الفقراء، الذين يغادرون الريف محاولين تحسين حالتهم الاقتصادية في البلدات والمدن في جميع أنحاء الصين. يأتي البعض من مناطق مثل مقاطعة خنان حيث أصيب عدد كبير من الفلاحين بفيروس نقص المناعة البشرية من المتبرعين بالبلازما في التسعينيات. يتعرض العديد من المهاجرين الذكور لخطر ممارسة الجنس دون وقاية عندما يكونون بعيدين عن أوطانهم. الرجال أكثر عرضة للإصابة بالسل مقارنة بالنساء في الصين؛ فنسبة الذكور إلى الإناث من البالغين المصابين بالسل الرئوي تبلغ حوالي 2: 1 أو أكثر، مما يعكس خطرًا إضافيًا. وبذلك تتلاقى عدة عوامل عند العمال المهاجرين الشباب تزيد من تعرضهم لخطر الإصابة بفيروس نقص المناعة البشرية والسل، وشكل هذا التقارب مصدر قلق كبير. زاد معدل الفقر والإصابة بالسل مع زيادة هذا العدد الكبير من السكان المهاجرين الذين يشكلون 10% من إجمالي السكان، وبذلك تعاني الصين من عبء كبير نتيجة لمرض السل. تتفاقم هذه المشكلة لأن المهاجرين للعمل الداخلي في الصين غالبًا ما يعيشون ويعملون في ظروف تعزز انتقال مرض السل وتعوق تشخيصه وعلاجه. يكون المصابين عادة فقراء لدرجة أن تكلفة التشخيص والعلاج المناسبين باهظة الثمن بالنسبة إليهم. في الواقع، قد لا يتمكنون من الحصول على العلاج على الإطلاق ما لم يعودوا إلى قريتهم في المناطق الداخلية الفقيرة، لأن العلاج المدعوم لمرض السل (وغيرها من الرعاية الاجتماعية) لا يتوفر إلا من خلال المرافق الموجودة في المنطقة المسجلين فيها عند الولادة. لا يُسمح لمن ولدوا في المناطق الريفية بتبديل التسجيل ليصبحوا من سكان الحضر. سُمح لهم بمغادرة منطقتهم (مؤقتًا) والعمل منذ عام 1992 ويبلغ عددهم الآن أكثر من 100 مليون شخص. يعتمد النمو الاقتصادي السريع في الصين عليهم، ولكن إذا أصيبوا بالسل، فعليهم العودة إلى ديارهم لتلقي العلاج.
العودة إلى المنزل للحصول على الرعاية الصحية الريفية في الصين ليست مثالية أيضًا. على مدى الثلاثين عامًا الماضية، انهار هذا الجزء من النظام الصحي بسبب انخفاض التمويل الحكومي بينما أصبح كل شيء آخر أكثر تكلفة. حاولت المرافق الصحية تعويض النقص بفرض رسوم أكبر من أي وقت مضى للتشخيص والعلاج، خاصة بالنسبة لمرض صعب مثل السل. حاليًا، تحافظ مدفوعات المرضى على استمرار تشغيل الخدمات الصحية ويُشجع الطاقم الطبي على توفير سلع وخدمات صحية مربحة، وخاصة الأدوية. تعتمد وظائفهم الخاصة على الأموال التشغيلية الكافية، والتي تأتي بنسبة كبيرة من خلال رسوم المستخدم. وفي الوقت نفسه، على مدى السنوات الثلاثين الماضية، انهار النظام الاشتراكي للتأمين الصحي الريفي الشامل ولم يُستبدل، على الرغم من وجود بعض الاختبارات التجريبية لخطة مجتمعية ضعيفة الموارد في التسعينيات. حتى وقت قريب، لم يكن لدى جميع سكان الريف تقريبًا، أي حوالي 900 مليون شخص إجمالًا، أي تأمين صحي على الإطلاق. سيتغير هذا الوضع إذا نجحت التجارب الحالية للتأمين الصحي المجتمعي وانتشرت على المستوى الوطني، ولكن في غضون ذلك، تعاني حوالي 10% من الأسر الريفية من مدفوعات طبية كارثية (تتجاوز 40% من دخلها المتاح) كل عام.